# Even in His Youth
«Even in His Youth» es una canción de la banda estadounidense de grunge Nirvana, de la cual han sido lanzadas dos versiones distintas oficialmente. La original fue lanzada como cara B del popular sencillo "Smells Like Teen Spirit" en 1991. La misma versión aparece en el EP de 1992 Hormoaning in 1992, además de ser incluida en el CD promocional de entrevistas Nevermind It's an Interview. Un demo de la canción aparece en el box set de 2004 With the Lights Out.

## Composición y significado
Aparentemente, la canción, escrita por el cantante y guitarrista Kurt Cobain (aunque con créditos para éste y sus compañeros de banda Dave Grohl y Krist Novoselic) habla sobre él en tercera persona. Sin embargo, durante partes del coro cambia a primera persona, un efecto usado por Cobain en sus canciones. Se dice que la canción habla sobre la tormentosa relación que Cobain sostenía con su padre, en especial por la falta de aceptación de éste hacia Cobain. "Even in His Youth" está conformado por un verso repetido dos veces, un coro repetido tres, y un solo de guitarra en la mitad.